# Ротич, Лабан
Лабан Ротич — кенийский легкоатлет, бегун на средние дистанции, который специализировался в беге на 1500 метров. Бронзовый призёр Игр Доброй Воли 2001 года на дистанции 1 миля.
Чемпион Африки 1998 года и серебряный призёр 2002 года. Победитель Игр Содружества 1998 года. Серебряный призёр чемпионата мира в помещении 1999 года. На чемпионате мира в помещении 2004 года занял 3-е место. На олимпийских играх 1996 года занял 4-е место. Серебряный призёр этапа Золотой лиги ИААФ Weltklasse Zürich 1998 года с личным рекордом 3.29,91. Занял 6-е место на чемпионате мира 1999 года.
По этнической принадлежности является представителем народности Нанди.